# Aernnova Aerospace S.A.
Aernnova Aerospace S.A. es una multinacional aeronáutica española con sede en Vitoria, (Álava). 

## Historia
La empresa inició su actividad en el sector aeronáutico en 1986, con la creación de Fibertecnic y el logro del primer contrato de fabricación de componentes para CASA (actualmente parte de Airbus Group).
Surgió en 2006 mediante la adquisición de la división aeronáutica de Gamesa (Gamesa Aeronáutica) por parte de un consorcio liderado por Caja Castilla-La Mancha.
En 2007 crea la filial Aernnova México en la cual se manejan los proyectos del empenaje del Canadair Regional Jet de Bombardier, el ATT del modelo Sikorsky S-92 de Sikorsky Aircraft y los 5 modelos de alas de HBC en la serie Beechcraft y se produce la apertura de un centro de ingeniería en Míchigan (EE. UU.)
Aernnova se adjudicó en 2008 un importante contrato para la fabricación del estabilizador horizontal y elevador del Airbus A350.
En 2014 Aernnova proyectó construir en Toledo un almacén de 1.031 m² por un coste de 814.703 euros.
Es el principal suministrador de primer nivel (Tier 1) en la industria aeronáutica de España y está entre los diez más importantes a nivel mundial.

## Servicios
Diseña y fabrica aeroestructuras y sus componentes: alas, estabilizadores y fuselajes para los principales fabricantes de aviones y helicópteros del mundo.
En 2022, fabrica para más de 30 modelos de aeronaves de Airbus, Boeing, Embraer, Bombardier, Sikorsky, o Northrop Grumman.
1. A220-100/300
2. A320
3. A330 XL
4. A350
5. A330
6. A380
7. Airbus Beluga
8. A400M
9. C295/CN235
10. Eurofighter
11. Boeing 787
12. Boeing 747
13. Boeing 747LCF
14. Embraer E1
15. Embraer E2
16. ERJ145
17. KC-390
18. Airbus Helicopter Superpuma
19. Airbus Helicopter Tiger
20. Sikorsky S-92
21. Leonardo NH90
22. Bell 505
23. Bell 407
24. Bell 429
25. Beachcraft King & Piston
26. Pilatus PC24
27. Northrop Grumman F35
28. Programa Joint Strike Fighter
29. F18
30. Boeing F18
31. F15
32. Boeing P8
33. Space X Falcon 9
34. De Haviland Dash 8
35. CRJ 700
36. CRJ 900
37. CRJ 1000
38. Honda jet HA 480
39. Lilium Jet[10]

## Cifras
En 2023 tiene más de 5200 empleados, en sus plantas españolas de Berantevilla (Álava), Cádiz, Sevilla, Toledo, Illescas, Madrid, Orense, Barcelona, Tarazona y Vitoria, así como en México, Brasil, Portugal, EE. UU., Reino Unido, Rumanía e India.

## Certificaciones
- Organización de mantenimiento (MRO)
- EASA Parte 145
- FAA Part 145

## Premios
En 2015 recibió el Premio Heraclio Alfaro a la excelencia en la innovación, concedido por la Diputación Foral de Alava.

Recibió el Premio proveedor del año 2022, concedido por Embraer.

## Accionistas
En 2022 la distribución de accionistas era la siguiente:
| Accionista                                 | Capital |
| ------------------------------------------ | ------- |
| Everest Holdings, BV                       | 37.55%  |
| Kaizaharra Corporación Empresarial, S.L.U. | 20,53%  |
| Pl 1, S.à.r.l                              | 14.66%  |
| ANV Co-Invest, LP                          | 13.59%  |
| Viana Spe, SL                              | 10,18%  |
| Equipo Directivo                           | 4.01%   |

## Consejo de Administración
A continuación se muestra el consejo de administración a fecha de 2023.
- Presidente: Juan Ignacio López Gandásegui (como representante persona física de Kaizaharra Corporación Empresarial, SLU)
- Consejero Delegado: Ricardo Chocarro Melgosa
- Vocal: José María Arellano Navarro (como representante persona física de Everest Holdings, BV)
- Vocal: Javier de la Rica Aranguren (como representante persona física de PI 1 S.à.r.l .)
- Vocal: Alfredo Tennenbaum Casado
- Vocal: Fahd El Kadiri
- Vocal: Karim Saddi
- Vocal: Joseph Knoll
- Vocal: David J. Barger
- Vocal: Marwan Lahoud (como representante persona física de AML SAS)
- Secretario No Consejero: Hipólito Suárez Gutiérrez

## Sociedades
- Aernnova – HQs (Álava)
- Aernnova Évora (Portugal)
- Aernnova Aeroestructuras Alava (Álava)
- Aernnova Aerospace Mexico (México)
- Aernnova Aircraft Services – HQs
- Aernnova Andalucía (Sevilla)
- Aernnova Componentes México (México)
- Aernnova Composites – HQs (Toledo)
- Aernnova do Brasil (Brasil)
- Aernnova Engineering – HQ (Álava)
- Aernnova Engineering Madrid (Madrid)
- Aernnova Engineering Zamudio (Vizcaya)
- Automotive Equipment Contractor (RUmanía)
- Aerometallic – HQs (Álava)
- Aerometallic Tarazona (Zaragoza)
- Aeronáutica y Automoción (Toledo)
- Brek Manufacturing Company
- Brek Manufacturing Wichita - KANSAS (EEUU)
- Burulan (Álava)
- Coasa (Orense)
- Fibertecnic (Alava)
- Hamble Aerostructures (Inglaterra)
- ICSA (Toledo)
- Intec-Air (Cádiz)
- Structural Integrity Engineering, Inc.[14]